# Estádio Nicolau Alayon
O Estádio Nicolau Alayon, também conhecido como Comendador Souza, por causa de seu endereço, fica dentro da sede do Nacional Atlético Clube, no bairro da Água Branca, distrito da Barra Funda, zona oeste de São Paulo, onde o clube manda seus jogos desde 1938. O acesso principal é pela Avenida Marquês de São Vicente, e a entrada alternativa para o estádio, pela Rua Comendador Sousa.
Foi um dos locais de disputa do torneio de futebol dos Jogos Pan-Americanos de 1963. É um dos dois únicos no Brasil e o único de São Paulo a homenagear um estrangeiro: Alayon, uruguaio de Montevidéu, foi um dos mais entusiastas dirigentes do time da Água Branca. O estádio é um dos mais tradicionais da cidade de São Paulo, mais antigo que os estádios do Morumbi e do Pacaembu, por exemplo, sendo construído pouco antes da Segunda Guerra, passando por reformas posteriormente.

## Inícios
O Nacional faz parte da introdução do futebol em São Paulo: em seu retorno ao Brasil, em 1894, depois dos estudos em Southampton, Charles Miller trouxe consigo na bagagem os materiais necessários para a prática do novo esporte: duas bolas usadas, um par de chuteiras, um livro com as regras do futebol, uma bomba de encher bolas e uniformes usados. Seguiu os passos de seu pai, John Miller, e também tornou-se funcionário da São Paulo Railway (SPR). Em 14 de abril de 1895, organizou a partida entre colaboradores da São Paulo Railway e da The São Paulo Gás Company, no campo da Várzea do Carmo, região do Brás, com vitória dos ferroviários por 4 a 2.
Enquanto Charles Miller juntava-se ao São Paulo Athletic Club, os funcionários da São Paulo Railway se organizaram esportivamente em Santos. O São Paulo Railway Athletic Club só foi fundado de fato em 16 de fevereiro de 1919, pelo superintendente da SPR Arthur J. Owen, que cedeu uma área de terreno no distrito da Água Branca, vizinha dos trilhos da estrada de ferro paulista, realizando o primeiro jogo neste campo contra a Sociedade Recreativa Desportiva União Lyra Serrano, dia em que um trem percorreu o caminho entre a Lapa e a Mooca levando os famílias e funcionários para o campo, que inicialmente tinha capacidade para cinco mil pessoas, local que também funcionava como clube recreativo para empregados e seus familiares, sob o custo de mil réis de mensalidade e quinhentos réis por dependente.

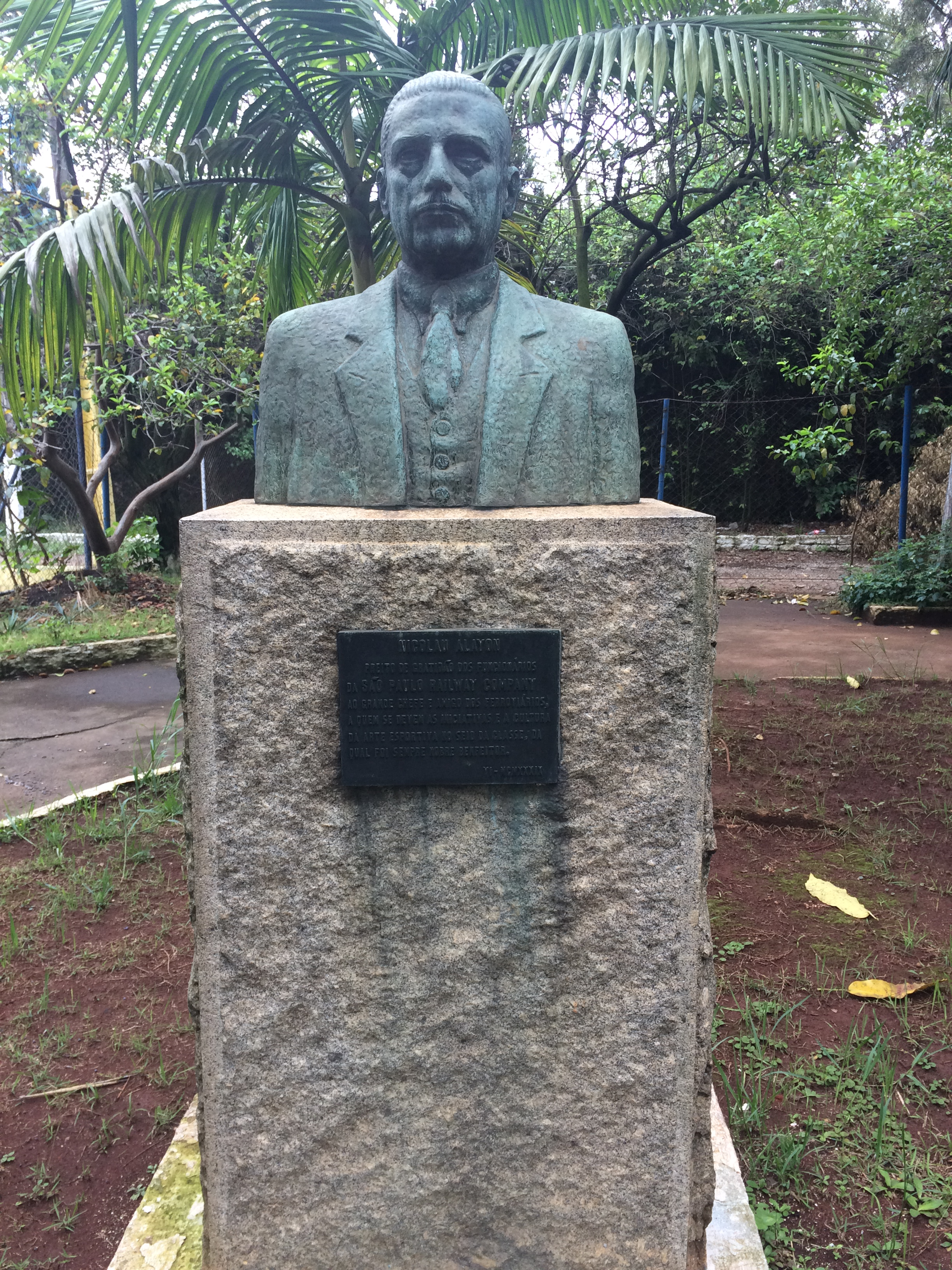
Busto de Nicolau Alayon nas dependências do estádio que leva seu nome

A inauguração do estádio deveria ter ocorrido em abril de 1938, mas as chuvas no início daquele ano retardaram as obras, e só no mês seguinte isso pôde ser feito. O custo total estimado das obras foi de quatrocentos contos de réis. Inaugurado em 15 de maio (dezenove anos após a doação do terreno), o estádio teve sua primeira partida envolvendo o São Paulo Railway Athletic Club e o Corinthians, com vitória corintiana por 2 a 1, tendo o primeiro gol sido marcado por Carlos Leite, do SPR, aos doze minutos do primeiro tempo. Teleco empatou aos vinte minutos e Sabratti virou o jogo aos 44 minutos do segundo tempo. A cerimônia de inauguração foi liderada por A. M. Wellington, diretor superintendente da São Paulo Railway na época, que contribuiu pessoalmente com cem contos de réis para a construção do estádio, que ficou a cargo da construtora Lindenberg, Alves & Farias.

## Nicolau Alayon
Apesar da fundação em fevereiro, a posse da primeira diretoria do São Paulo Railway Athletic Club só foi efetivada em 7 de junho. Entre os novos dirigentes, o primeiro secretário era o uruguaio Nicolau Alayon, também ligado à companhia ferroviária, que em 1923, após a saída do presidente Arthur Snell e um breve período de Alfred Cobertt, assumiu a presidência do clube, função em que permaneceu por 22 anos, sendo considerado o maior diretor da história da entidade.

## Características
São quatro setores de arquibancadas, todos eles de concreto armado, sendo que um deles, o setor 1, conta com cobertura de madeira e cadeiras de plástico. A capacidade atual do estádio é de 10 723 torcedores. O recorde de público do Nicolau Alayon é em partida do torneio Dente de Leite, exibida pela TV Tupi, em 21 de fevereiro de 1970, contra o São Paulo, com vitória dos donos da casa por 1 a 0, gol de Monga, sob os olhares de 22 mil pessoas.
As cabines de imprensa também estão localizadas no setor 1, enquanto o vestiário do time visitante fica embaixo do setor 3 e o do Nacional, embaixo do setor 2. A torcida organizada do Nacional, a AlmaNAC, costuma reunir-se no setor 3.
Hoje em dia, o estádio faz parte de um complexo, a Arena Nacional, que conta com quadras para a prática de Futebol soçaite mediante aluguel e, entre outras atividades, abriga a FCB Escola, escolinha oficial do Barcelona no Brasil. Além do estádio, o clube também conta com área de piscina e ampla área social.
Historicamente, não existem reformas significativas em relação à estrutura, mas, a partir da década de 1960, o estádio passou a receber jogos noturnos, graças à instalação de refletores.

## Jogos Pan-Americanos de 1963
O Nicolau Alayon recebeu quatro dos dez jogos do torneio de futebol dos Jogos Pan-Americanos de 1963, primeira vez que o Brasil sediava a competição, de que só voltaria a ser anfitriã em 2007, no Rio de Janeiro. As outras seis partidas aconteceram no Parque São Jorge, estádio do Corinthians. A seleção chilena foi a que mais jogou em Comendador Souza, com três partidas, entre elas a conquista da medalha de bronze, contra o Uruguai.
| Data                | Jogos disputados no Nicolau Alayon durante o Pan-Americano de 1963 |
| ------------------- | ------------------------------------------------------------------ |
| 19 de abril de 1963 | Chile 10–2 Estados Unidos                                          |
| 25 de abril de 1963 | Argentina 0–0 Chile                                                |
| 28 de abril de 1963 | Argentina 1–0 Uruguai                                              |
| 6 de maio de 1963   | Chile 2–1 Uruguai (decisão da medalha de bronze)                   |

## Copa São Paulo de Futebol Júnior
Disputada desde 1969, atualmente a Copa São Paulo de Futebol Júnior conta com o Nicolau Alayon como uma de suas sedes fixas. Em uma única oportunidade o estádio foi palco da final, em 2008, com vitória do Figueirense sobre o Rio Branco por 2 a 0. Desde então, todas as finais da competição foram no Pacaembu, que passou por uma grande reforma no começo de 2008.

### Incidentes em 1992
Em 23 de janeiro de 1992, pelas semifinais da Copa São Paulo daquele ano, Corinthians e São Paulo se enfrentavam em busca de uma vaga na final do torneio no estádio da Comendador Sousa, que estava lotado por torcedores das duas equipes. Após o empate no tempo normal, o São Paulo abriu o placar durante a prorrogação, com os corintianos reclamando da arbitragem. A confusão estendeu-se para as arquibancadas: o alambrado começou a ser pressionado e bombas foram lançadas, com uma delas acertando o corintiano Rodrigo de Gásperi, de treze anos. Rodrigo foi levado ao hospital, mas morreu em 27 de janeiro. Ele está sepultado no Cemitério da Saudade, em Caieiras, e, até hoje, ninguém foi condenado por sua morte. Uma das consequências do episódio foi a proibição de bandeiras com mastros nos estádios paulistas.

## Tombamento

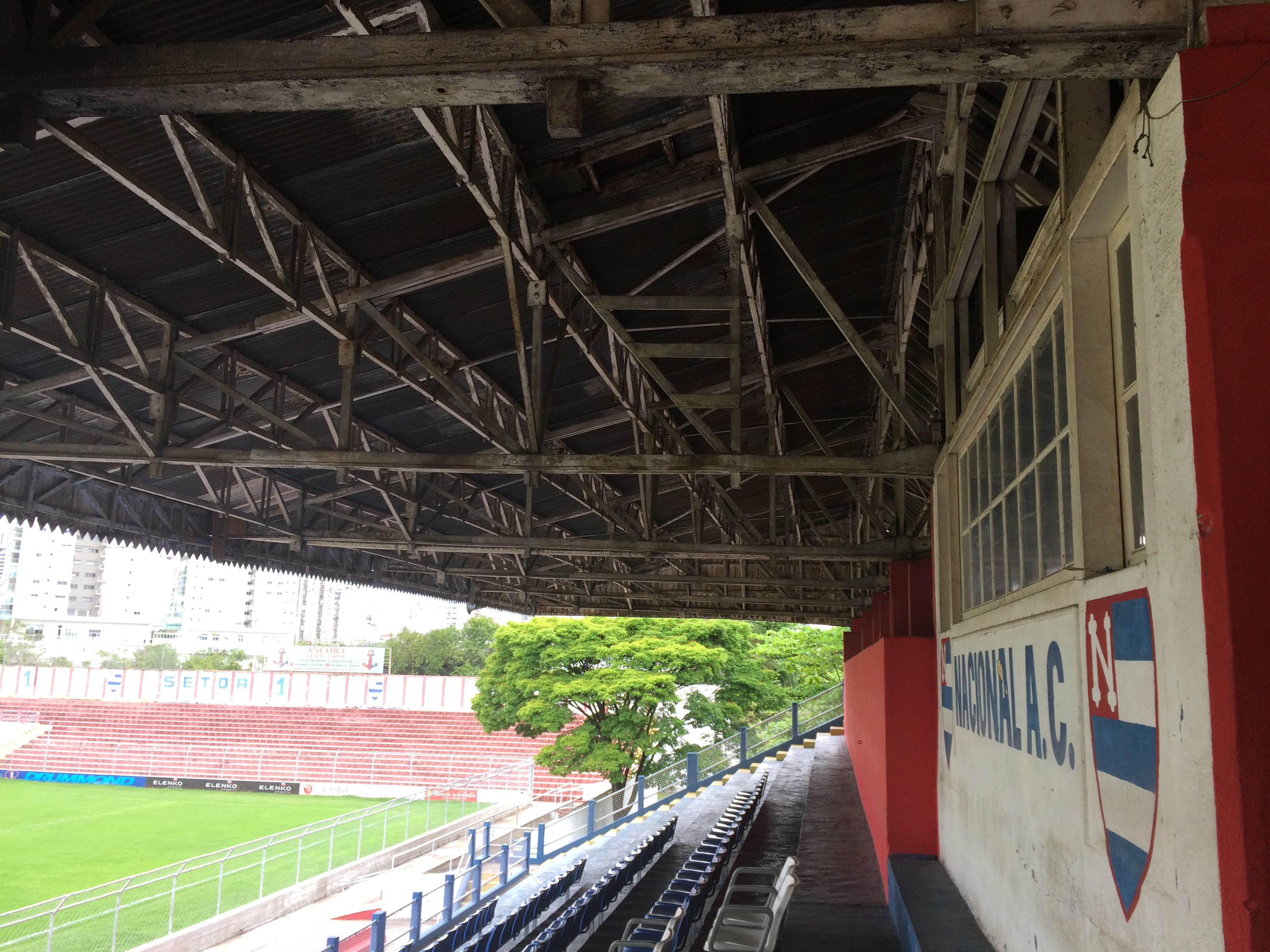
Cobertura de madeira tombada pelo Conpresp

O processo de tombamento da arquibancada coberta (que engloba estrutura de madeira da cobertura, telhado, lambrequins, piso da arquibancada, guarda-corpos e revestimento da construção) e do gramado do Nicolau Alayon pelo Conpresp corria desde 2003. Em 29 de novembro de 2017, após catorze anos do início do processo, considerando a importância do clube para o cenário do futebol paulista, a característica marcante do estádio de vizinhança com a antiga estrada de ferro São Paulo Railway, herança de seus fundadores, e, diferente de outros campos da Capital, que se localizam na várzea de rios, a tradição operária do clube, de uma época em que os times eram ligados a fabricas e empresas, e a configuração da arquibancada coberta do estádio, "remanescente da primeira configuração daquela praça de esportes e é exemplar da tipologia arquitetônica dos primeiros estádios implantados em São Paulo e no Brasil", a decisão pelo tombamento foi tomada.
A Barra Funda é uma região que vem passando por um processo de especulação imobiliária em relação aos terrenos e construções da área, o que também acelerou o desfecho do processo de tombamento. "Esse estádio é o último testemunho de uma lógica tradicional de organização de clubes operários, funcionando em uma antiga área fabril, complementar às vilas operárias. Além disso, a arquibancada é típica dos primeiros estádios do Brasil. Antes disso, na origem dos campos, as pessoas apenas ficavam ao redor do gramado", afirma Mariana Rolim, diretora do Departamento de Patrimônio Histórico e membro do Conpresp.

## Curiosidades
- Durante o Campeonato Paulista de 2006, com o Canindé passando por uma reforma em seu gramado, a Portuguesa atuou como mandante no Nicolau Alayon em algumas oportunidades.[30]
- Em 27 de outubro de 2012, o Nicolau Alayon recebeu a Seleção Brasileira de Rúgbi XV para a repescagem do Sul-Americano, contra o Paraguai, com vitória brasileira por 35 a 22.[31]